# Ceratodon
Ceratodon là một chi rêu trong họ Ditrichaceae.